# Traité de Wehlau

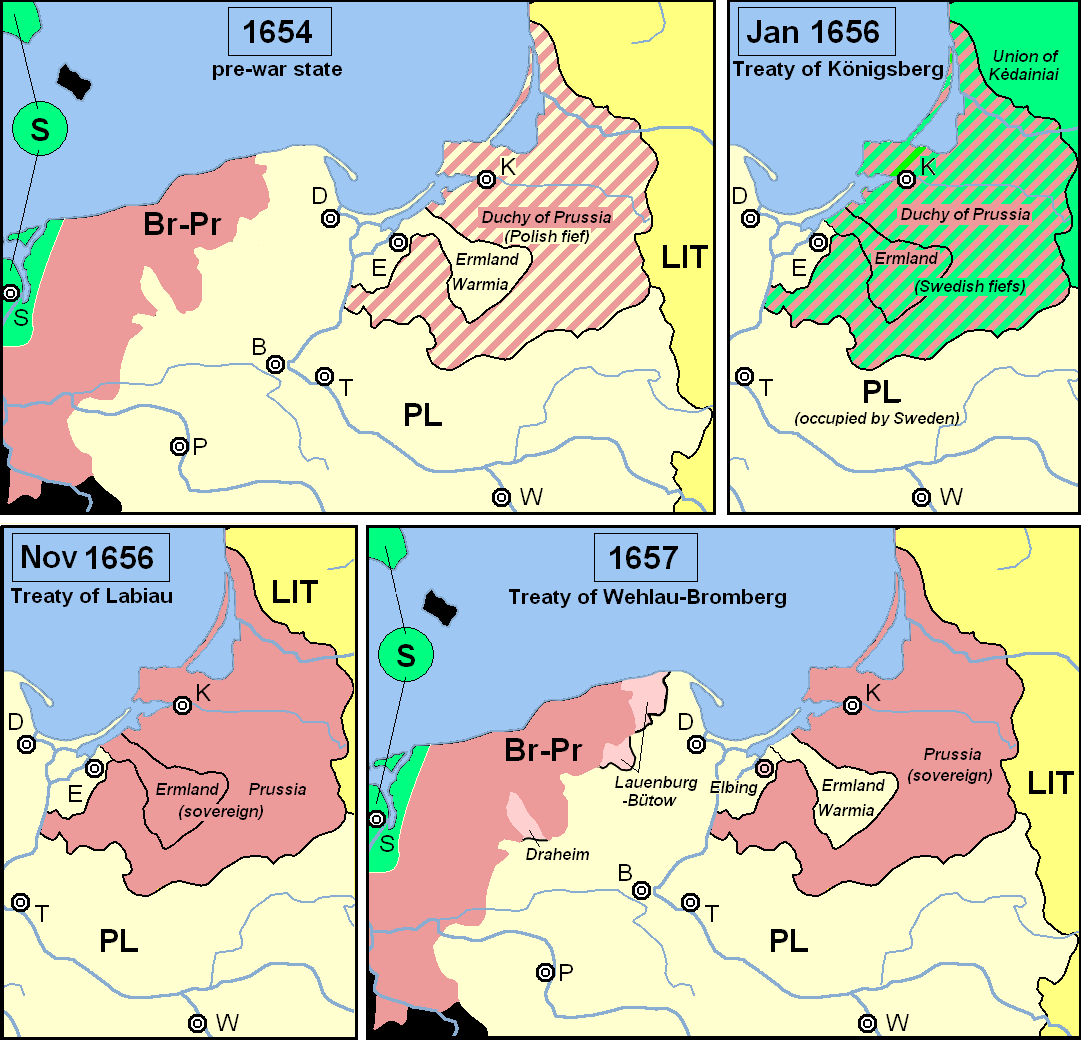
Évolution de la frontière prussienne

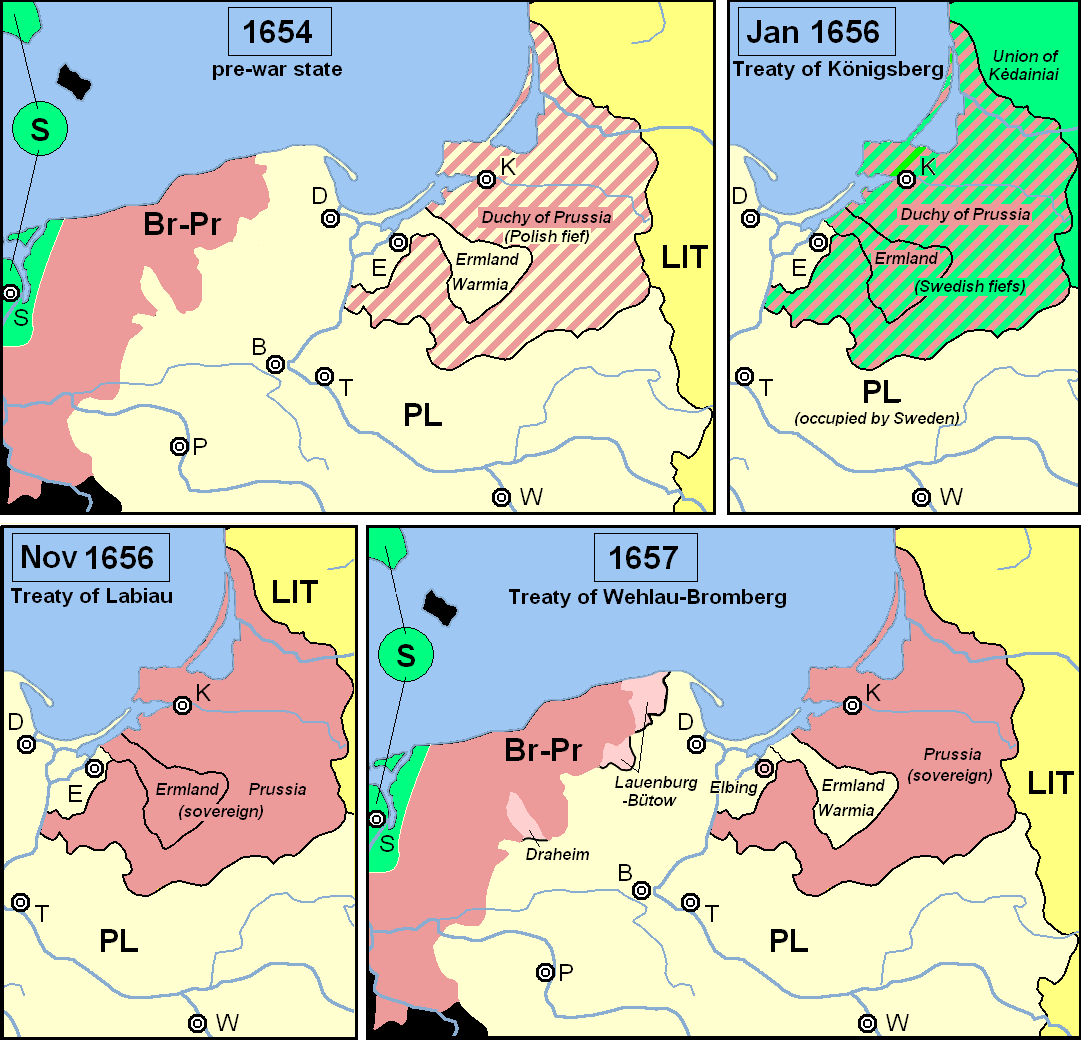
Évolution des frontières prussiennes

Le traité de Wehlau est un traité signé à Wehlau entre la Pologne et le Brandebourg-Prusse pendant la première guerre du Nord le 19 septembre 1657.
Le duché de Prusse était, depuis le traité de Cracovie du 8 avril 1525, terre vassale de la Pologne. En 1656, le margrave Frédéric Guillaume Ier de Brandebourg, en tant que duc en Prusse, révoqua son serment de fidélité envers son suzerain le roi Jean II Casimir Vasa et s'allia avec le roi Charles X Gustave : celui-ci le reconnut souverain en Prusse et en Varmie par le traité de Labiau. 
Après sa défaite à la bataille de Varsovie en 1656, Jean Casimir rencontra Frédéric Guillaume à Wehlau : en contrepartie de la renonciation de margrave à l'alliance avec la Suède, le roi de Pologne reconnut l'entière souveraineté de Frédéric-Guillaume sur le duché de Prusse. Une clause prévoyait que si la maison de Hohenzollern s'éteignait, le duché de Prusse reviendrait à la couronne polonaise.
Ce traité fut amendé par le traité de Bromberg le 6 novembre 1657 et confirmé par le traité d'Oliva en 1660. Il a ensuite été reconfirmé à la suite de l'avènement de chaque nouveau souverain en Prusse et en Pologne :
- 1672 : Accession de Michel Korybut Wisniowiecki au trône de Pologne en 1669.
- 1677 : Accession de Jean III Sobieski au trône de Pologne en 1674.
- 1688 : Accession de Frédéric III de Brandebourg, en tant que duc de Prusse en 1688.
- 1698 : Accession d'Auguste II au trône de Pologne en 1697.

Comme la Prusse se trouvait hors du Saint-Empire romain germanique, l'électeur Frédéric III put élever le duché de Prusse en royaume de Prusse en 1701 : le traité de Wehlau fut alors réputé caduc et ne fut donc plus renouvelé.